# Amandus-Abendroth-Gymnasium

Siegelmarke der Höheren Staatsschule in Cuxhaven

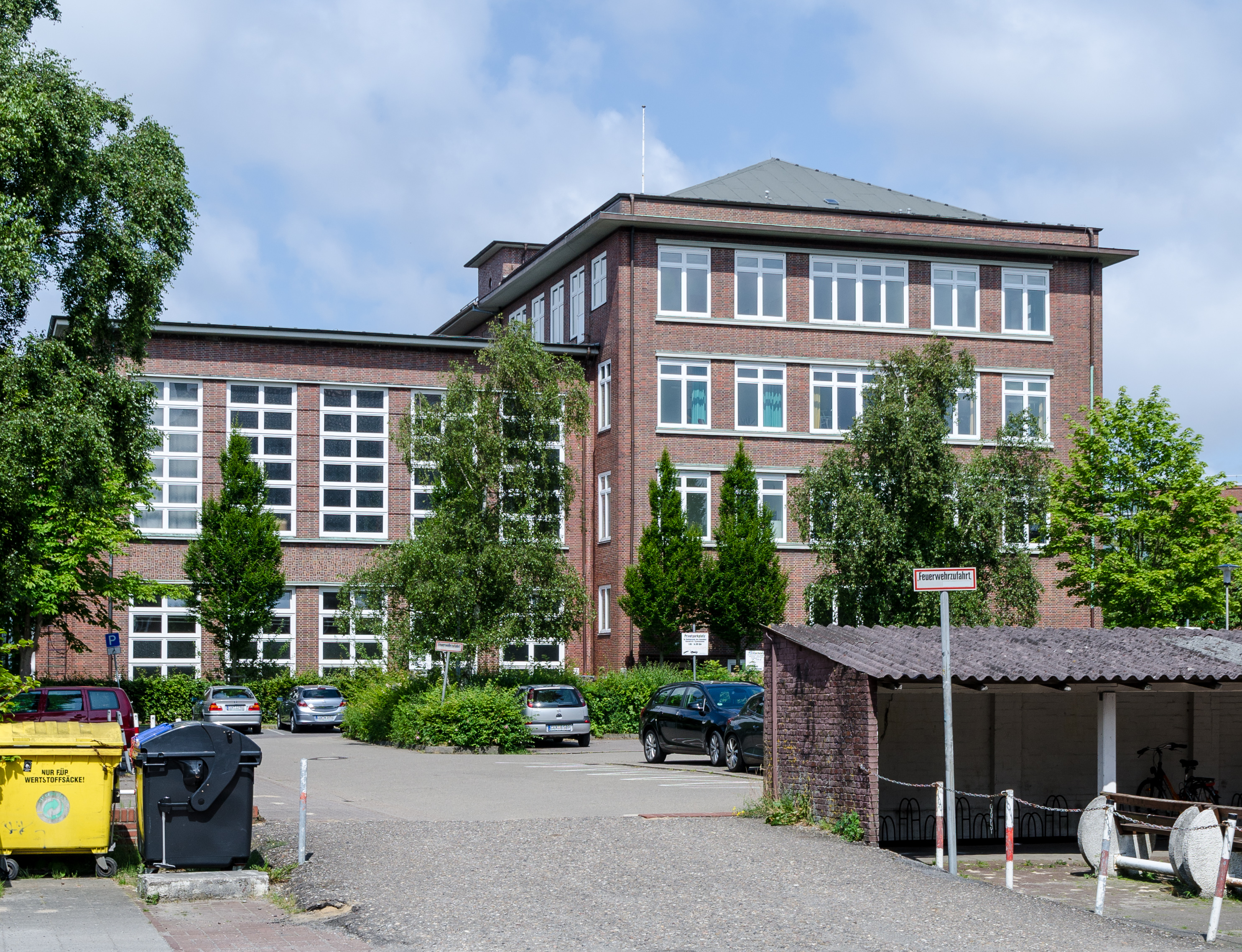
Innenhof mit Parkplatz

Das Amandus-Abendroth-Gymnasium ist ein humanistisch geprägtes Gymnasium mit altsprachlichem, neusprachlichem und mathematisch-naturwissenschaftlichem Schwerpunkten in Cuxhaven.

## Geschichte
Das Amandus-Abendroth-Gymnasium Cuxhaven wurde 1810 von dem Hamburger Amtmann Amandus Abendroth als „Höhere Bürgerschule zu Ritzebüttel“ gegründet. Ab 1891 war sie eine Staatliche Realschule mit einer Lateinabteilung. 1893 schloss der erste Jahrgang die Schule mit dem Abitur ab. 1898 wurde sie zu einer Höheren Staatsschule. 1929 wurde von dem Architekten Fritz Schumacher ein Erweiterungsbau errichtet.
1937 wurde sie von der bisherigen Hamburger Trägerschaft an Preußen übergeben und wurde zur Staatlichen Oberschule für Jungen.

1957 wurde die Oberschule zum Gymnasium für Jungen, Altsprachliches, neusprachliches und mathematisch-naturwissenschaftliches Gymnasium und 1972  zum Gymnasium Abendrothstraße.
1976 wurde ein Kooperationsvertrag mit dem Lichtenberg-Gymnasium Cuxhaven eingegangen. 1979 fand nach dem Kooperationsvertrag das erste gemeinsame Abitur statt. 1985 erhielt die Schule den Namen Amandus-Abendroth-Gymnasium.
2003 wurden die bisherigen Orientierungsstufenklassen 5 und 6 aufgelöst und die Klassen kamen wieder ans Gymnasium. 2006 wurde am Amandus-Abendroth-Gymnasium erstmals das Zentralabitur abgelegt. 2018 hatte die Schule ca. 700 Schüler.
Die Vereinigung Ehemaliger, Freunde und Förderer der höheren Staatsschule hat ca. 1000 Mitglieder.

## Besonderheiten
- Als einer von nur wenigen niedersächsischen Schulen ist es dem Amandus-Abendroth-Gymnasium durch das Niedersächsische Kultusministerium gestattet, bereits ab der 5. Klasse Latein als Fremdsprache anzubieten. Bereits seit 1890 bot sich in Cuxhaven die Möglichkeit, anstatt Englisch Latein als erste Fremdsprache zu erlernen.
- Seit 1976 findet eine Kooperation mit dem heutigen Lichtenberg-Gymnasium Cuxhaven statt. So ist der gesamte Unterricht der Abiturjahrgänge schulübergreifend ausgestaltet.
- Die Schulbibliothek diente ursprünglich wissenschaftlichen Zwecken. Sie verfügt über 30.000 Medien, deren älteste Stücke aus dem 16. Jahrhundert stammen.[1]

## Bekannte Lehrer
- Johann Heinrich Dölle (1772–1826), Rektor von 1810–1826
- Johann Diedrich Rohde (1842–1908), Rektor ab 1891
- Georg Hindrichson, ab 1892
- Walter Knape (1906–2000), Dirigent, Komponist, Musikwissenschaftler und Lehrer (1960–1972).

## Bekannte Schüler
- 1928: Heinz Wachtendorf (1908–2000), ab 1952 Oberbürgermeister und ab 1956 bis 1968 Oberstadtdirektor der Stadt Cuxhaven
- 1949: Hermann Rauhe (* 1930), 1978 bis 2004 Präsident der Hochschule für Musik und Theater Hamburg
- 1952: Hans-Heinrich Eilers (1931–2019), MdL, Oberbürgermeister und Oberstadtdirektor der Stadt Cuxhaven
- 1960: Fritz Güntzler (* 2. Juni 1940; † April 2007), Bundesverdienstorden für seine Verdienste (Allgemeinwohl, Feuerwehrwesen, Archäologie)
- 1960: Michael Hahn (1941–2014), Indologe und Hochschullehrer
- 1968: Kralle Krawinkel (1947–2014), Gitarrist der Band Trio
- 1969: Jörg Meier (* 1950), Fotograf, Autor und Kunstlehrer
- 1976: Arno Stabbert (* 1956), ehem. Polizeipräsident in Hannover, von 2005 bis 2011 Oberbürgermeister der Stadt Cuxhaven
- 1977: Volker Herres (* 1957), Programmdirektor Fernsehen des NDR und der ARD
- 1977: Norbert König (* 1958), Sportmoderator des ZDF
- 1978: Hans-Christof Kraus (* 1958), Historiker, Hochschullehrer an der Universität Passau.
- 1981: Thomas Kaufmann (1962-), Kirchenhistoriker und Hochschullehrer
- 1985: Fritz Güntzler (* 1966), ab 2005 Mitglied des niedersächsischen Landtages und ab 2013 Mitglied des deutschen Bundestages
- 1985: Ralf-Henning Steinmetz (* 1966), Germanist und Hochschullehrer
- 2002: Finn-Ole Heinrich (* 1982), Autor und Filmemacher
- Hinrich Wilhelm Kopf (1893–1961), erster und dritter Ministerpräsident des Landes Niedersachsen